# Verbandsliga 1932-1933
L'edizione 1932-33 della Verbandsliga vide la vittoria finale del Fortuna Düsseldorf.
Capocannoniere del torneo fu Karl Ehmer (Eintracht Francoforte), con 6 reti.

## Partecipanti
| Squadra                       | qualificata come                              |
| SV Prussia Samland Königsberg | Campione Nordostdeutscher                     |
| Hindenburg Allenstein         | Vicecampione Nordostdeutscher                 |
| Beuthener SuSV                | Campione Südostdeutscher                      |
| Vorwärts Gleiwitz             | Vicecampione Südostdeutscher                  |
| Hertha Berlino                | Campione Berlin-Brandenburg                   |
| BFC Viktoria 1889             | Vicecampione Berlin-Brandenburg               |
| Dresdner SC                   | Campione Mitteldeutscher                      |
| PSV Chemnitz                  | Vicecampione Mitteldeutscher                  |
| Amburgo                       | Campione Norddeutscher                        |
| Arminia Hannover              | Vicecampione Nordostdeutscher                 |
| Schalke 04                    | Campione Westdeutscher                        |
| Fortuna Düsseldorf            | Vicecampione Westdeutscher                    |
| VfL Benrath                   | Vincitore della Coppa del Westdeutscher       |
| FSV Francoforte               | Campione Süddeutscher                         |
| TSV 1860 Monaco               | Vicecampione Süddeutscher                     |
| Eintracht Francoforte         | Terzo classificato al campionato Süddeutscher |

## Fase finale

### Ottavi di finale
| Amburgo | 1 – 4 | Eintracht Francoforte |

| VfL Benrath | 0 – 2 | TSV 1860 Monaco |

| Fortuna Düsseldorf | 9 – 0 | Vorwärts Gleiwitz |

| Dresdner SC | 1 – 2 dts | Arminia Hannover |

| Beuthener SuSV | 7 – 1 | SV Prussia Samland Königsberg |

| FSV Francoforte | 6 – 1 | PSV Chemnitz |

| Hindenburg Allenstein | 4 – 1 | Hertha Berlino |

| Schalke 04 | 4 – 1 | BFC Viktoria 1889 |

### Quarti di finale
| SV Arminia Hannover | 0 – 3 | Fortuna Düsseldorf |

| SG Eintracht Francoforte | 12 – 2 | Hindenburg Allenstein |

| Schalke 04 | 1 – 0 | FSV Francoforte |

| TSV 1860 Monaco | 3 – 0 | Beuthener SuSV |

### Semifinali
| Fortuna Düsseldorf | 4 – 0 | SG Eintracht Francoforte |

| Schalke 04 | 4 – 0 | TSV 1860 Monaco |

### Finale
| Fortuna Düsseldorf | 3 – 0 | Schalke 04 |

## Verdetti
- Fortuna Düsseldorf campione della Repubblica di Weimar 1932-33.